# 罗丝·肯尼迪
女伯爵羅絲·伊麗莎白·菲茨杰拉德·肯尼迪（英語：Rose Elizabeth Fitzgerald Kennedy，1890年7月22日—1995年1月22日），美國慈善家、社會名流。她是商人、政治家、前美國駐英國大使老约瑟夫·P·肯尼迪的妻子，亦為美國歷史上至今第四位遇刺身亡的前任美國總統约翰·肯尼迪之母親。

## 婚姻与家庭
1914年，羅絲·甘迺迪与马萨诸塞州参议院參議員派屈克·J·甘迺迪之子老约瑟夫·P·肯尼迪结婚，婚后共育有四子五女。
- 小约瑟夫·P·肯尼迪（1915年7月25日－1944年8月12日）：第二次世界大战中牺牲
- 约翰·肯尼迪（1917年5月29日－1963年11月22日）：美国第35任总统
- 羅斯瑪麗·甘迺迪（1918年9月13日－2005年1月7日）
- 哈廷顿侯爵夫人凯瑟琳·卡文迪许（1920年2月20日－1948年5月13日）：哈廷頓侯爵夫人，哈廷頓侯爵威廉·卡文迪許之妻
- 尤妮斯·玛丽·肯尼迪（1921年7月10日－2009年8月11日）：前加利福尼亞州州長阿诺·施瓦辛格岳母
- 派翠西亞·甘迺迪·勞福德（1924年5月6日－2006年9月17日）
- 羅伯特·弗朗西斯·甘迺迪（1925年11月20日－1968年6月6日）：美国司法部部长、参议员
- 珍妮·肯尼迪·史密斯（1928年2月20日－2020年6月17日）：美国驻爱尔兰大使
- 泰德·肯尼迪（1932年2月22日－2009年8月25日）：美國聯邦參議員

## 個人生活
1939年，肯尼迪家族獲准在梵蒂冈會見教皇庇護十二世。多年來，她一直在談論這次訪問，稱其為“我一生中最激動人心的一次”。教皇後來任命羅絲·甘迺迪為圣座女伯爵，以表彰她的“模範母親和許多慈善事業”，這使她成為美國第六位獲得該稱號的女性。1995年1月22日，羅絲·甘迺迪於美國麻薩諸塞州巴恩斯特布爾逝世，享年104歲。

## 外部連結
- 甘迺迪圖書館：羅絲·菲茨傑拉德·甘迺迪 （页面存档备份，存于）